# Marcel Moreau (Fußballspieler)
Marcel Moreau (* 18. Dezember 1936 in Reims) ist ein ehemaliger französischer Fußballspieler.

## Vereinskarriere
Der aus der Jugend von Stade Reims stammende Marcel Moreau bestritt im August 1960 sein erstes Spiel in der Erstligamannschaft seines Klubs: beim 4:0-Heimsieg über US Valenciennes stellte ihn Trainer Albert Batteux als linker Läufer auf. In dieser Saison 1960/61 wurde der 1,71 m große Spieler schnell zur Stammkraft beim amtierenden Landesmeister, der die Saison am Ende auf Platz 3 abschloss. Moreau war in einer Mannschaft mit zahlreichen technisch starken und torgefährlichen Spielern wie Kopa, Glovacki, Fontaine, Vincent, Piantoni, Sauvage und Akesbi der Typ der defensiven „Arbeitsbiene“; insbesondere seinem Außenläuferkollegen Lucien Muller hielt er bei dessen häufigen Vorstößen den Rücken frei. In diesem Jahr gelang ihm auch eines seiner nicht eben zahlreichen Pflichtspieltore, und das sogar auf internationaler Ebene: beim 5:0 über Rückspielgastgeber Jeunesse Esch im Europapokal der Landesmeister erzielte er den zweiten Reimser Treffer.
Im Jahr darauf gewann Marcel Moreau seinen ersten und einzigen Titel, als Reims in einem „Herzschlagfinale“ französischer Meister der Division 1 wurde – punktgleich mit Racing Paris und nur aufgrund des minimal besseren Torquotienten (1,38 gegenüber 1,37; nach der seinerzeit noch nicht verwendeten Tordifferenz-Regel hätten die Hauptstädter den ersten Platz belegt), den die Rot-Weißen aus der Champagne zudem erst durch ein 5:1 gegen Racing Strasbourg am letzten Spieltag erreichten. Auch in der Saison 1962/63 war Moreau mit Reims recht erfolgreich: Stade wurde Vizemeister und erreichte im Landespokal das Halbfinale, in dem erst der anschließende Doublé-Gewinner AS Monaco seine Mannschaft mit 3:2 in einem „hochklassigen Match“ zu stoppen vermochte. Außerdem war Moreau auch bei Reims’ bis heute letzten ganz großen Europapokalauftritt (5:0 über FK Austria Wien) dabei.
1963/64 folgte ein schwarzes Jahr: Reims belegte am Ende einen Abstiegsrang, und der Außenläufer war eines der Opfer häufiger Wechsel in der Mannschaftsaufstellung, die der anstelle von Batteux verpflichtete Trainer Camille Cottin und der ihm im Winter „zur Seite gestellte“ Jean Prouff angesichts der zunehmend prekären Situation praktizierten, so dass er nur zu 19 Einsätzen in 34 Punktspielen kam. Immerhin blieb Moreau seinem Verein auch in der zweiten Division treu, brachte es unter dem neuen Coach Robert Jonquet, dem „Reimser Denkmal“, wieder zum Stammspieler, verlor diesen Platz aber 1965/66, als Stade Reims als Zweitligameister den Wiederaufstieg schaffte. Daraufhin wurde er an den FC Limoges verkauft, mit dem er die Saison 1966/67 nur auf einem Mittelfeldrang der Division 2 abschloss.

Wo Marcel Moreau anschließend noch gespielt hat und was aus ihm nach Karriereende geworden ist, ist bisher nicht festzustellen.

### Stationen
- Stade de Reims (schon als Jugendlicher; in der Ligaelf 1960 bis 1966, davon 1964 bis 1966 in D2)
- Limoges Football Club (1966/67, in D2)

## Palmarès
- Französischer Meister: 1962 (und Vizemeister 1963)
- Französischer Pokalhalbfinalist 1963
- 101 Spiele und 2 Tore in der Division 1 für Reims[7]
- 59 Spiele und 2 Tore in Division 2, davon 32/1 für Reims, 27/1 für Limoges
- 6 Spiele und 1 Tor im europäischen Landesmeisterpokal[8]